# Chutliwiec brunatny
Chutliwiec brunatny, niełazek brunatny (Antechinus stuartii) – gatunek ssaka z podrodziny niełazów (Dasyurinae) w obrębie rodziny niełazowatych (Dasyuridae).

## Taksonomia
Gatunek po raz pierwszy zgodnie z zasadami nazewnictwa binominalnego opisał w 1841 roku brytyjsko-australijski zoolog William Sharp Macleay nadając mu nazwę Antechinus Stuartii. Miejsce typowe według oryginalnego opisu to Manly (Spring Cove, Port Jackson), Nowa Południowa Walia, Australia. Okaz typowy (neotyp) to czasza i ciało zakonserwowane w spirytusie o sygnaturze AM M.5294 z kolekcji Muzeum Australijskiego; odłowiony 8 sierpnia 1932 roku przez K.A. Hindwooda w Waterfall, w Royal National Park, w Sydney, w Nowej Południowej Walii, Australii.
Wcześniej Antechinus stuartii umieszczany był w obrębie A. flavipes. Odróżnienie A. stuartii od A. flavipes zostało w pełni uznane w trakcie rewizji systematycznej rodzaju przeprowadzonej w 1967 roku, po której odkryto, że w obrębie A. stuartii są cztery genetycznie odrębne gatunki: stuartii, agilis, subtropicus i adustus. Mimo podobieństw morfologicznych, gatunki te wykazują głębokie różnice genetyczne; A. stuartii jest taksonem siostrzanym w stosunku do A. subtropicus, a te dwa gatunki, wraz z A. agilis, tworzą dobrze wspierany klad z wyłączeniem innych chutliwców; A. adustus jest w rzeczywistości genetycznie bliżej spokrewniony z kladem składającym się z A. bellus, A. leo, A. flavipes, A. mysticus i A. argentus. Przerwa genetyczna w obrębie A. stuartii występująca w Nowej Południowej Walii wymaga dalszych badań; południowe i północne formy A. stuartii ściśle przylegają do siebie i mogą być sympatryczne na niektórych obszarach.
Autorzy Illustrated Checklist of the Mammals of the World uznają ten gatunek za monotypowy.

### Etymologia
- Antechinus: gr. αντι anti „jak, odpowiadający”; εχινος ekhinos „jeż, jeżowiec”[16].
- stuartii: John McDouall Stuart (1815–1866), szkocki odkrywca i geodeta[17].

## Zasięg występowania
Chutliwiec brunatny występuje we wschodniej Australii, od Main Range National Park w południowym Queensland do okolic Kioloa w południowo-wschodniej Nowej Południowej Walii.

## Morfologia
Długość ciała (bez ogona) samic 7,3–11,6 cm, samców 8,1–14,1 cm, długość ogona samic 6,5–11,6 cm, samców 7–12,4 cm; masa ciała samic 16–40 g, samców 24–71 g. Mały torbacz wielkości myszy. Gęste, poskręcane futro na wierzchu ciała jednolicie szarobrązowe, na spodzie jaśniejsze. Ogon (równy długości ciała) jest cienki i owłosiony. Krótkie, szerokie stopy. Głowa wydłużona o ciemnobrązowych oczach, dużych uszach i różowym nosie.

## Ekologia

### Tryb życia
Gatunek ten jest aktywny głównie nocą, lecz w razie niedoboru pożywienia żeruje również w ciągu dnia. Zamieszkuje gęste, wilgotne lasy z dobrze rozwiniętym podszytem. Swoje kryjówki na ziemi, w dziuplach lub w szczelinach skalnych opuszcza dopiero wieczorem. Samce żyją samotnie, natomiast samice budują gniazda, dzielone na wiele osobników. Samce żyją na wolności 1 rok, natomiast samice do 3 lat.
Pokarm składa się z bezkręgowców, zwłaszcza chrząszczy, pająków lub karaluchów. Nie stroni od owoców i dojrzałych jagód.

### Rozród
Okres godowy przypada raz w roku, na przełomie sierpnia i września. Samce opuszczają wtedy swoje kryjówki i wyruszają na poszukiwanie samic. Są wtedy bardzo agresywne. Po odbyciu godów wszystkie samce giną, z powodu stresu związanego z poszukiwaniem samic i walką o nie. Wzrost wytwarzania hormonów płciowych powoduje osłabienie odporności, co ostatecznie doprowadza samce do wycieńczenia i śmierci. W niewoli wykastrowane samce mogą żyć dłużej niż jeden rok, chociaż w okresie godowym również u nich spada masa ciała i odporność. Samica po 30 dniach rodzi 6-12 młodych. Jako że nie posiada ona torby, młode pierwsze 5 tyg. noszone są przytwierdzone do sutków. Po okresie zimowym rozpraszają się i żyją pojedynczo. Dojrzałość płciową uzyskują w 285 dniu życia.

## Znaczenie
Na gatunek ten polują większe zwierzęta drapieżne: np. koty domowe. Może roznosić pyłki kwiatowe, przyczyniając się do zapylania kwiatów.

## Zagrożenie i ochrona
W Czerwonej księdze gatunków zagrożonych Międzynarodowej Unii Ochrony Przyrody i Jej Zasobów został zaliczony do kategorii niskiego ryzyka LC (ang. least concern „najmniejszej troski”).